# Glia prolifera
Glia es un género monotípico de planta herbácea perteneciente a la familia Apiaceae. Su única especie: Glia prolifera, es originaria de Sudáfrica.

## Descripción
Es una herbácea con las hojas pinnadas; foliolos lanceolados, mucronados, atenuados en la base, subfalcadas, con márgenes revolutos, sésiles, las inferiores pecioladas; inflorescencias en umbelas con 4-6 radios; fruto elíptico, emarginado en ambos extremos. Aliada a P. capense, pero mucho más pequeña de un arbusto con hojas más pequeñas.

## Taxonomía
Glia prolifera fue descrita por (Burm.f.) B.L.Burtt y publicado en Edinburgh Journal of Botany 48(2): 208. 1991.
Sinonimia
- Annesorhiza inebrians (Thunb.) Wijnands
- Bubon proliferum Burm.f.	basónimo
- Glia capensis (Houtt.) B.L.Burtt
- Lichtensteinia inebrians (Thunb.) Eckl. & Zeyh.
- Oenanthe capensis Houtt.
- Oenanthe inebrians Thunb.
- Oenanthe tenuifolia Thunb.
- Peucedanum abbreviatum Meisn.
- Peucedanum caledonicum Eckl. & Zeyh.[3]